# 훙차오역 (지하철)
훙차오역(虹桥火车站)은 상하이 지하철의 역이며, 2호선, 10호선 및 17호선의 환승이 가능하다. 상하이 훙차오 역 내부에 있다.